# Itamuton occidens
Itamuton occidens là một loài tò vò trong họ Ichneumonidae.